# Fumiaki Aoshima
Fumiaki Aoshima (Prefettura di Shizuoka, 12 luglio 1968) è un ex calciatore giapponese, di ruolo attaccante.